# Liste der Orte im Kreis Harghita

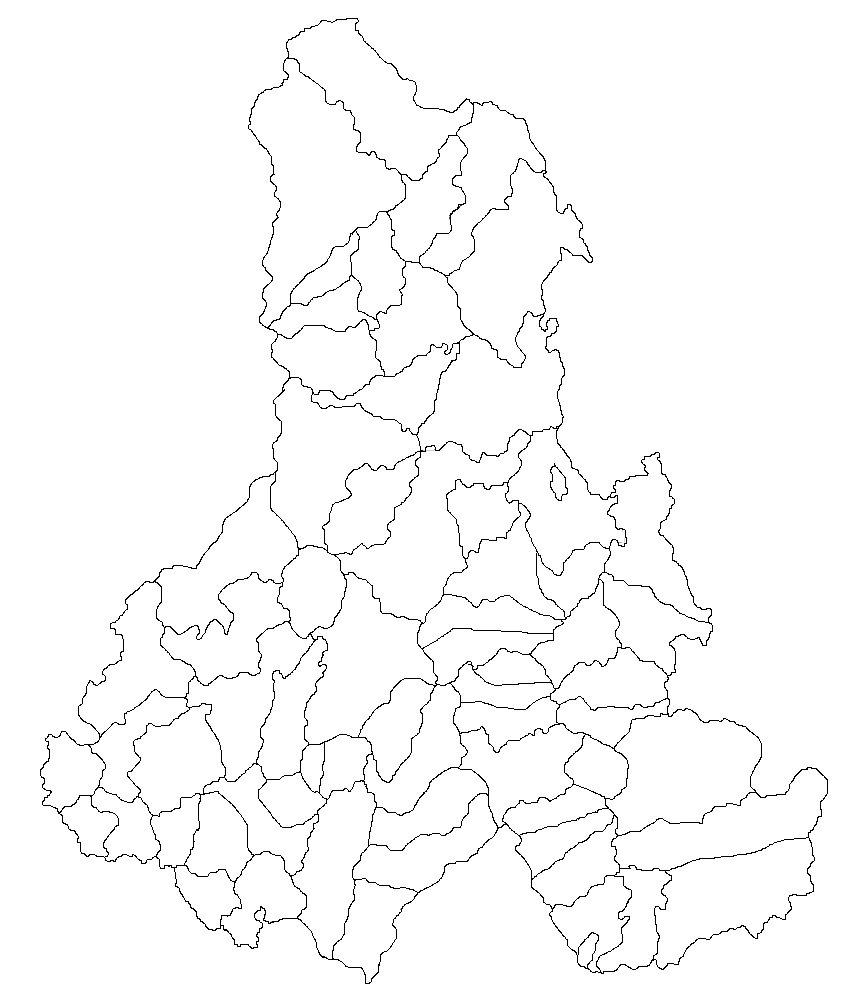
Gemeinden des Kreises Harghita

Der Kreis Harghita in Rumänien besteht aus offiziell 265 Ortschaften. Davon haben 9 den Status einer Stadt, 58 den einer Gemeinde. Die übrigen sind administrativ den Städten und Gemeinden zugeordnet.

## Städte
| - Băile Tușnad - Bălan - Borsec | - Cristuru Secuiesc - Gheorgheni - Miercurea Ciuc | - Odorheiu Secuiesc - Toplița - Vlăhița |

## Gemeinden
| - Atid - Avrămești - Bilbor - Brădești - Căpâlnița - Cârța - Ciceu - Ciucsângeorgiu - Ciumani - Corbu - Corund - Cozmeni - Dănești - Dârjiu - Dealu - Ditrău - Feliceni - Frumoasa - Gălăuțaș - Joseni | - Lăzarea - Leliceni - Lueta - Lunca de Jos - Lunca de Sus - Lupeni - Mădăraș - Mărtiniș - Merești - Mihăileni - Mugeni - Ocland - Păuleni-Ciuc - Plăieșii de Jos - Porumbeni (Gemeindesitz: Porumbenii Mari) - Praid - Racu - Remetea - Săcel | - Sâncrăieni - Sândominic - Sânmartin - Sânsimion - Sântimbru - Sărmaș - Satu Mare - Secuieni - Siculeni - Șimonești - Subcetate - Suseni - Tomești - Tulgheș - Tușnad - Ulieș - Vărșag - Voșlăbeni - Zetea |

## A
| - Aldea - Alexandrița - Aluniș | - Andreeni - Armășeni - Armășenii Noi | - Arvățeni - Atia |

## B
| - Bădeni - Băile Chirui - Băile Homorod - Bancu - Barațcoș - Bârzava | - Becaș - Bențid - Beta - Betești - Bisericani | - Bodogaia - Borzont - Bucin (Joseni) - Bucin (Praid) - Bulgăreni |

## C
| - Cădaciu Mare - Cădaciu Mic - Călimănel - Călnaci - Calonda - Călugăreni - Capu Corbului - Carpitus - Cașinu Nou - Cechești | - Cehețel - Cetățuia - Chedia Mare - Chedia Mică - Chileni - Chinușu - Ciaracio - Ciba - Ciobăniș - Cireșeni | - Ciucani - Cobătești - Comănești - Comiat - Cotormani - Covacipeter - Crăciunel - Crișeni - Cușmed |

## D
| - Daia - Dealu Armanului - Dejuțiu | - Delnița - Desag - Dobeni | - Doboi - Duda |

## E
| - Eghersec | - Eliseni |

## F
| - Făgețel (Frumoasa) - Făgețel (Remetea) - Fâncel - Fântâna Brazilor | - Filiaș - Filpea - Firtănuș - Firtușu | - Fitod - Forțeni - Fundoaia |

## G
| - Gălăuțaș-Pârău - Ghiduț | - Ghipeș - Ghiurche | - Goagiu |

## H
| - Hagota - Harghita-Băi | - Hodoșa - Hoghia | - Hosasău |

## I
| - Iacobeni - Iașu - Ighiu | - Imper - Ineu - Inlăceni | - Izvoare - Izvoru Mureșului - Izvorul Trotușului |

## J
| - Jigodin-Băi | - Jolotca |

## L
| - Lacu Roșu - Lăzărești - Laz-Firtănuș | - Laz-Șoimuș - Liban - Livezi | - Locodeni - Luncani - Lutița |

## M
| - Măgheruș - Martonca - Mătișeni - Medișoru Mare | - Medișoru Mic - Mihăileni (Șimonești) - Minele Lueta - Misentea | - Moglănești - Morăreni - Mujna |

## N
| - Nădejdea - Nicoleni | - Nicolești (Frumoasa) - Nicolești (Ulieș) | - Nuțeni |

## O
| - Obrănești - Ocna de Jos | - Ocna de Sus - Orășeni | - Oțeni |

## P
| - Păltiniș - Păltiniș-Ciuc - Păuleni - Petecu - Petreni - Pintic | - Plăieșii de Sus - Platonești - Plopiș - Poiana Fagului - Poiana Târnavei - Polonița | - Porumbenii Mari - Porumbenii Mici - Potiond - Preluca - Puntea Lupului |

## R
| - Răchitiș - Rareș | - Recea - Rugănești | - Runc |

## S
| - Sâncel - Sâncrai - Sânpaul - Sântimbru-Băi - Șașvereș - Satu Mic | - Satu Nou (Ocland) - Satu Nou (Siculeni) - Secu - Senetea - Șicasău - Șiclod | - Sineu - Șoimeni - Șoimușu Mare - Șoimușu Mic - Sub Cetate |

## T
| - Tăietura - Tămașu - Tărcești - Târnovița | - Tăureni - Teleac - Țengheler - Tibod | - Toleșeni - Turdeni - Tușnadu Nou |

## U
| - Uilac | - Ulcani |

## V
| - Văcărești - Vâgani - Vale - Valea Boroș - Valea Capelei - Valea Gârbea - Valea Întunecoasă | - Valea lui Antaloc - Valea lui Pavel - Valea Rece - Valea Rotundă - Valea Strâmbă - Valea Ugra - Valea Uzului | - Văleni - Vargatac - Vasileni - Vidăcut - Visafolio - Vrabia |

## Z
| - Zăpodea | - Zencani |